# Основний обмін
Основни́й о́бмін — це мінімальний рівень енергетичного обміну, необхідного лише на підтримання життя. Він визначається як теплопродукція організму за умов максимального фізичного, інтелектуального та емоційного спокою, а саме: вранці після сну, лежачи, в спокої, натщесерце, у відсутності сторонніх подразників і за умов температурного комфорту.
Близько 70% енергії організм людини витрачає під час забезпечення своїх життєвих функцій. Печінка витрачає 27%, робота головного мозку вимагає 19%, серце витрачає 7%, нирки — 10%, м'язи — 18%, інші органи — 19%. Всього лише 20% витрачається під час фізичної активності і 10% — для засвоєння їжі.